# Saint-Léger (Pas de Calais)
Saint-Léger és un municipi francès situat al departament del Pas de Calais i a la regió dels Alts de França. L'any 2007 tenia 404 habitants.

## Demografia

### Població
El 2007 la població de fet de Saint-Léger era de 404 persones. Hi havia 158 famílies de les quals 32 eren unipersonals (20 homes vivint sols i 12 dones vivint soles), 53 parelles sense fills, 69 parelles amb fills i 4 famílies monoparentals amb fills.
La població ha evolucionat segons el següent gràfic:
Habitants censats

### Habitatges
El 2007 hi havia 165 habitatges, 158 eren l'habitatge principal de la família, 2 eren segones residències i 6 estaven desocupats. 164 eren cases i 1 era un apartament. Dels 158 habitatges principals, 133 estaven ocupats pels seus propietaris, 21 estaven llogats i ocupats pels llogaters i 3 estaven cedits a títol gratuït; 3 tenien dues cambres, 16 en tenien tres, 36 en tenien quatre i 102 en tenien cinc o més. 127 habitatges disposaven pel capbaix d'una plaça de pàrquing. A 54 habitatges hi havia un automòbil i a 90 n'hi havia dos o més.

### Piràmide de població
La piràmide de població per edats i sexe el 2009 era:
| Homes | Edats   | Dones |
| ----- | ------- | ----- |
| 0     | 95 o +  | 0     |
| 0     | 90 a 94 | 4     |
| 0     | 85 a 89 | 0     |
| 4     | 80 a 84 | 4     |
| 0     | 75 a 79 | 4     |
| 16    | 70 a 74 | 16    |
| 0     | 65 a 69 | 12    |
| 12    | 60 a 64 | 8     |
| 12    | 55 a 59 | 8     |
| 16    | 50 a 54 | 8     |
| 20    | 45 a 49 | 16    |
| 12    | 40 a 44 | 20    |
| 12    | 35 a 39 | 0     |
| 16    | 30 a 34 | 12    |
| 16    | 25 a 29 | 12    |
| 20    | 20 a 24 | 16    |
| 28    | 15 a 19 | 16    |
| 8     | 10 a 14 | 8     |
| 12    | 5 a 9   | 12    |
| 8     | 0 a 4   | 8     |

## Economia
El 2007 la població en edat de treballar era de 274 persones, 204 eren actives i 70 eren inactives. De les 204 persones actives 182 estaven ocupades (97 homes i 85 dones) i 22 estaven aturades (10 homes i 12 dones). De les 70 persones inactives 28 estaven jubilades, 21 estaven estudiant i 21 estaven classificades com a «altres inactius».

### Ingressos
El 2009 a Saint-Léger hi havia 155 unitats fiscals que integraven 403 persones, la mediana anual d'ingressos fiscals per persona era de 16.239 €.

### Activitats econòmiques
Dels 5 establiments que hi havia el 2007, 1 era d'una empresa extractiva, 1 d'una empresa de construcció, 1 d'una empresa immobiliària, 1 d'una entitat de l'administració pública i 1 d'una empresa classificada com a «altres activitats de serveis».
Dels 2 establiments de servei als particulars que hi havia el 2009, 1 era una empresa de construcció i 1 saló de bellesa.
L'any 2000 a Saint-Léger hi havia 11 explotacions agrícoles.

## Equipaments sanitaris i escolars
El 2009 hi havia una escola maternal integrada dins d'un grup escolar amb les comunes properes formant una escola dispersa.

## Poblacions més properes
El següent diagrama mostra les poblacions més properes.